# Lucij Fabij Sever
Lúcij Fábij Sevêr (latinsko Lucius Fabius Severus), rimski senator iz Trsta (Tergestum), živel je približno med 2. in 3. stoletjem.
Sever je pripadal patricijski družini Fabijev.

## Življenje
V času cesarja Antonina Pija je bil senator in prvi predstavnik v rimskem senatu tržaškega zgodovinskega kraja Tergestum (ali Tergeste).
Odgovoren je bil za asimilacijo keltskega in ilirskega prebivalstva, ki je živelo na tržaškem Krasu, in sicer s podeljevanjem gradbenih koncesij najpomembnejšim in najbogatejšim slojem teh prebivalstev ter posledično s podeljevanjem rimskega državljanstva. Zaradi teh ukrepov so se povečali davčni prihodki mesta, saj so morali novi državljani plačevati davke za opravljanje funkcije magistrata.

## Zanimivosti
Pomembna cesta Občine Trst, ki povezuje kraško planoto s središčem mesta, je posvečena Luciju Fabiju Severu (Severjeva ulica, it. Via Fabio Severo). Ulica, dolga več kot dva kilometra, poteka od Dalmatinskega trga, kjer je Narodni dom, do glavnega sedeža Univerze v Trstu.